# 出元明美
出元 明美（でもと あけみ）は、元看護師で、1988年2月発足の「陣痛促進剤による被害を考える会」代表（2007年5月10日現在）である。愛媛県今治市在住。
1988年2月、自らの第3子の出産時における子宮破裂、新生児仮死（1歳8ヶ月で死去）といった医療事故の経験から、上記団体を結成し、講演活動や厚生労働省への申し入れや交渉、シンポジウム開催などを行っている。